# 三岡県
三岡県（さんこう-けん）は中華人民共和国四川省にかつて存在した県。現在の達州市達川区南西部に相当する。
南北朝時代、梁により新安郡の郡治として設置された。1073年（熙寧6年）、北宋により廃止された。